# George Thalben-Ball
George Thomas Thalben-Ball, ECS (Sydney, 18 juin 1896 – Londres, 18 janvier 1987) est un organiste et compositeur qui, bien qu'originaire d'Australie, a passé la plupart de sa vie au Royaume-Uni.

## Biographie
Thalben-Ball naît à Sydney, de parents des Cornouailles qui l'ont ramené au Royaume-Uni à l'âge de quatre ans. Il était connu comme George Thomas Balle ou G. T. Balle jusqu'au début de l'âge adulte (Thalben étant le nom de jeune fille de sa mère). Il étudie l'orgue et le piano au Royal College of Music (RCM) à Londres, où il entre dès ses quatorze ans. Le niveau de son talent peut être tirée du fait qu'il a joué la première interprétation anglaise du notoirement difficile du Concerto pour piano n°3 de Serge Rachmaninoff, à la MRC en 1915, alors qu'il n'est âgé que de 19 ans.

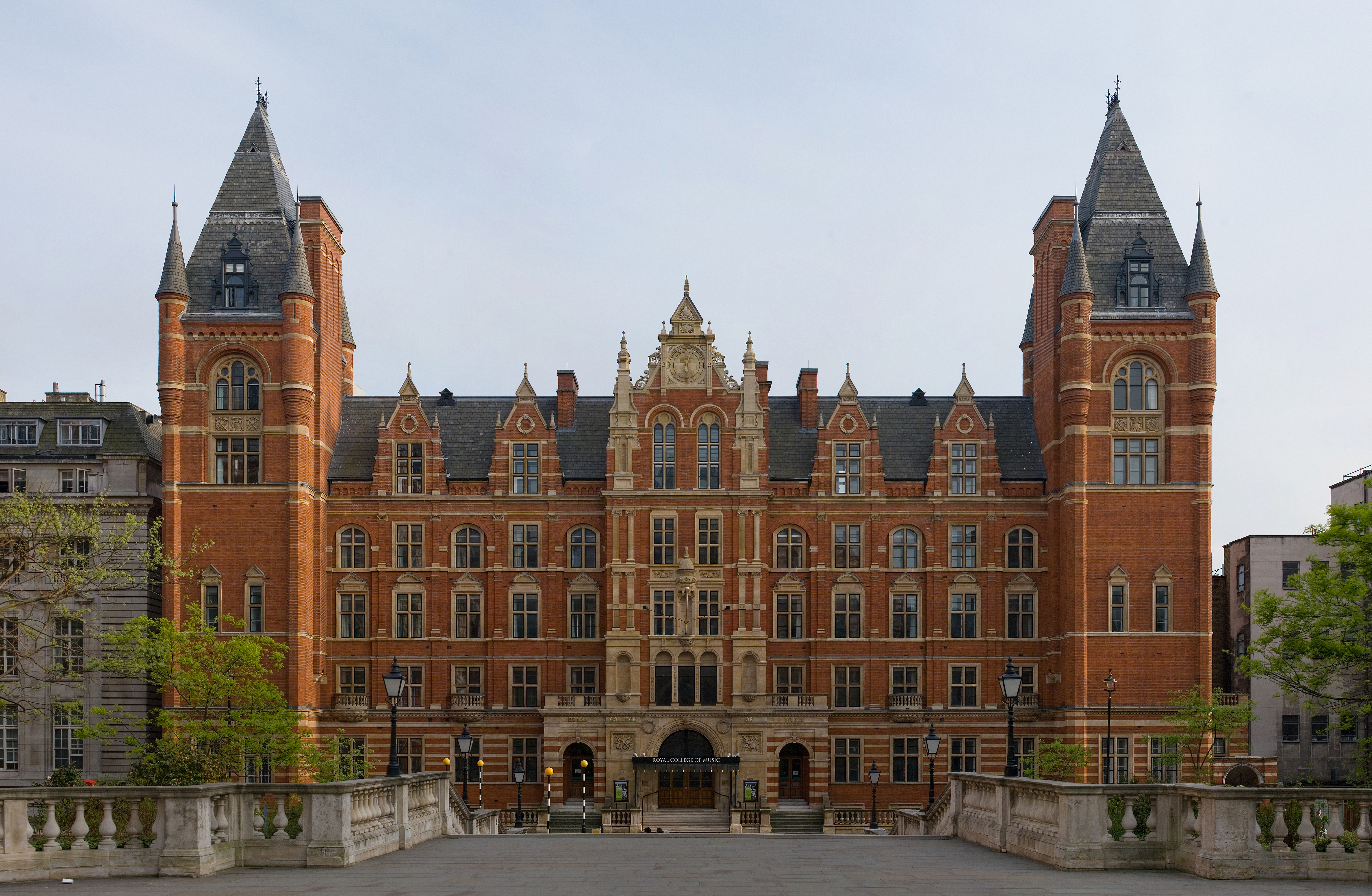
Le Royal College of Music de Londres.

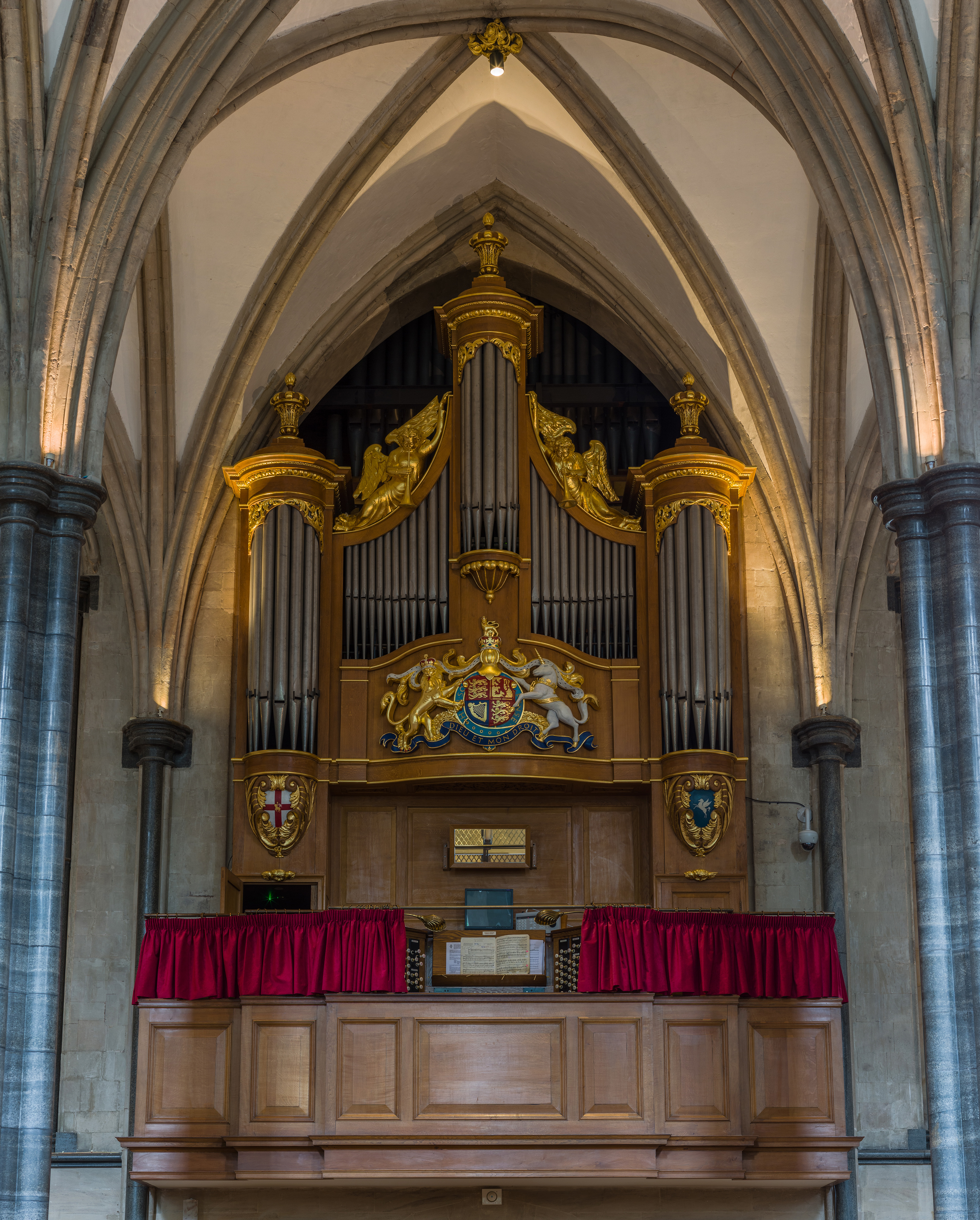
L'orgue de l'église du Temple.

Après avoir obtenu son diplôme, le jeune homme est invité à se représenter en tant qu'organiste de l'Église du Temple de Londres, par son organiste, Henry Walford Davies. En 1923, il succède à Walford Davies en tant qu'organiste et directeur de la chorale de l'église du Temple, un poste qu'il occupe pendant près de soixante ans. Sous sa direction en 1927, le chœur interprète, un enregistrement de renommée internationale : Entends ma prière, de Mendelssohn, avec Ernest Lough, soprano solo. Cet enregistrement a été suivi par un certain nombre d'autres sur le label His Master Voice.
Thalben-Ball a composé plusieurs hymnes et œuvres pour orgue, dont le plus connu est la méditative Élégie pour orgue, qui a été joué, par exemple, lors des funérailles de la princesse Diana. Cette pièce trouve son origine dans une improvisation jouée par Thalben-Ball, à la fin d'un concert du service religieux quotidien pour la BBC, pendant la Seconde Guerre mondiale, alors que le service se termine deux minutes plus tôt que prévu. Ainsi, de nombreux auditeurs de l'émission ont téléphoné à la BBC pour demander de qui était la composition. Thalben-Ball a décidé d'écrire son improvisation d'après son souvenir. Il a compilé, en outre, un ensemble complet de chants pour les psaumes, la plupart étant ses propres compositions ; cet ensemble a été publié sous le nom de Choral du Psautier [The Choral Psalter].
En 1935, il reçoit le diplôme Lambeth de Doctor of Music par l'Archevêque de Cantorbéry. À partir de ce moment, jusqu'à son titre de chevalier, il était généralement connu par ses collègues (Walford Davies avait été connu avant lui), en tant que Doctor.
En 1937, il est fait barde de Cornouailles Gorsedh, en prenant le nom bardique de Ylewyth Mur (Grand musicien).
Animateur radio régulier, Thalben-Ball a également effectué une carrière de concertiste, se produisant dans de nombreuses salles de concert, pas seulement en Grande-Bretagne ; il donne les récitals d'inauguration sur l'orgue du Royal Albert Hall (où il avait le poste de conservateur de l'orgue) et du BBC Concert Hall. En 1949, il est nommé organiste de la ville de Birmingham et de l'Université de Birmingham. Un poste qu'il occupe pendant trois décennies. Au cours de cette période, il a donné plus de 1000 récitals hebdomadaires. En 1972, il a écrit un solo pour orgue appelé Toccata Beorma, comme célébration de ses liens avec la ville.
En 1948, Thalben-Ball est élu président du Royal College of Organists., alors qu'il en était membre de institution dès 1915 – à l'âge de 18 ans. Pendant de nombreuses années, il enseigne au Royal College of Music, où parmi ses élèves figure Meredith Davies, qui devait trouver plus tard, une renommée en tant que chef d'orchestre.
Thalben-Ball est tout au long de sa vie un virtuose, que ce soit en tant que pianiste, organiste ou en tant que chef de chœur. Son style interprétatif (à l'instar de ses jeunes contemporains Virgil Fox aux États-Unis) est enraciné dans le XIXe siècle et fait pleinement usage de toutes les installations de l'orgue moderne. Même lorsqu'il joue le répertoire baroque, il effectuait beaucoup de changements de registres, boîte d'expression et contrastes dramatiques dans le volume. Il pouvait déchiffrer, transposer et improviser dans n'importe quel style et n'importe quelle longueur au plus haut niveau, sans effort perceptible. Longtemps après que de nombreux organistes aient pris l'habitude d'embaucher un adjoint pour l'entraînement du  chœur, il a conservé le contrôle total de sa chorale, sans organiste ou adjoint pour entraîner les voix.
Il est nommé Commandeur de l'Ordre de l'Empire britannique (CBE) en 1967 et fait chevalier en 1982. Ce dernier honneur est accordé peu de temps après sa retraite de son poste de l'Église du Temple. Il a été deux fois marié et avait un fils et une fille. Sa seconde épouse était Jennifer Bate, une organiste concertiste. Il est enterré au Cimetière de Highgate Est, avec sa première épouse Evelyn Grâce Thalben-Ball et ses parents.

## Discographie
- Sir George Thalben-Ball : orgue et direction (1927-1948, EMI) (OCLC 150653222)
- The Glory of the Temple Church Choir. Vol. 1 (1922-1935, Amphion) (OCLC 71355863)